# Jean-Baptiste Maur Meyer
Pour les articles homonymes, voir Meyer.
Jean Baptiste Maur Ange Montanus Joseph Rodolphe Eugène Meyer de Schauensée, né le 12 août 1768 à Lucerne en Suisse et mort le 29 septembre 1802 à Saint-Domingue, est un général suisse de la Révolution française. 
Il est le frère du général Bernard Meinrad Meyer de Schauensée (1777-1860).

## Biographie
Il entre en service le 22 mars 1784 comme lieutenant dans le régiment des Gardes suisses. Le 6 mars 1792, il devient capitaine aide de camp du général Lafayette. Le 1er octobre, il est affecté à l’armée des Pyrénées mais est démis de ses fonctions et arrêté en Ariège le 20 août 1793. Libéré de prison le 24 novembre 1794, il rejoint l’armée des Pyrénées orientales comme adjudant-général chef de bataillon. Il est ensuite promu général de brigade le 13 juin 1795 à l’armée des Pyrénées occidentales. Le 9 juillet, il prend les fonctions de chef d’état-major du général Sauret. Le 5 octobre 1795, il prend le commandement de la 2e brigade de la 2e division à l’armée de l’Ouest, et le 1er janvier 1796, il commande la division des Sables-d’Olonne.
Le 1er juin 1796, il est envoyé à l’armée d’Italie, au sein de laquelle il est blessé à la bataille de San Giorgio le 15 septembre. Il est désigné comme commandant de Pizzighettone le 7 décembre 1796. Le 1er janvier 1797, il passe dans la division Joubert et est blessé à la bataille de Rivoli le 15 janvier. Le 14 juin, il commande la 7e brigade de la 4e division d’infanterie du général Sérurier et le 16 septembre, il prend le commandement des villes de Modène, Bologne et Ferrare.
En 1799, il dirige les unités venant de San Giorgio lors du siège de Mantoue d’avril au 30 juillet. Le 14 février 1802, il commande les troupes embarquées sur les navires du contre-amiral Ganteaume à Toulon, destiné à l’expédition de Saint-Domingue. Employé comme chef d’état-major de l’armée française à Saint-Domingue, il meurt de la fièvre jaune le 29 septembre 1802.

## Sources
- (en) « Generals Who Served in the French Army during the Period 1789 - 1814: Eberle to Exelmans »
- Thierry Pouliquen, « Les généraux français et étrangers ayant servis [sic] dans la Grande Armée » (consulté le 15 juin 2014)
- (pl) « Napoléon.org.pl »